# الدنان (مذيخرة)

تعديل مصدري - تعديل

الدنان محلة تابعة لقرية الشحيم، التابعة لعزلة بني مليك بمديرية مذيخرة إحدى مديريات محافظة إب في الجمهورية اليمنية، بلغ تعداد سكانها 25 حسب تعداد اليمن لعام 2004.